# Brissac Aubance Basket
El Brissac Aubance Basket es un equipo de baloncesto francés con sede en la ciudad de Brissac-Quincé, que compite en la NM3, la quinta competición de su país. Disputa sus partidos en el Complexe du Marin, con capacidad para 1.200 espectadores.
En noviembre de 2018, tras once jornadas jugadas en NM1, el equipo profesional desaparece por problemas económicos. Tres años después, el equipo resurge y consigue clasificarse para la NM3.

## Posiciones en liga
| Temporada | Nivel | Liga | Pos. | J     | PL  | Resultado        |
| --------- | ----- | ---- | ---- | ----- | --- | ---------------- |
| 2010-11   | 5     | NM3  |      |       |     |                  |
| 2011-12   | 4     | NM2  | 8    | 13-13 |     |                  |
| 2012-13   | 4     | NM2  | 6    | 13-13 |     |                  |
| 2013-14   | 4     | NM2  | 4    | 16-10 |     |                  |
| 2014-15   | 4     | NM2  | 2    | 12-7  |     |                  |
| 2015-16   | 4     | NM2  | 1    | 20-6  |     |                  |
| 2016-17   | 4     | NM2  | 2    | 17-5  |     | Ascenso          |
| 2017-18   | 3     | NM1  | 6    | 18-16 | 1-2 | Cuartos de final |
| 2018-19   | 3     | NM1  | 14*  | 2-9   |     |                  |

* El equipo es excluido de la competición.
fuente:eurobasket.com

## Palmarés
- Asciende a NM3 - 2010
- Asciende a NM2 - 2011
- Asciende a NM1 - 2018